# Amarynthis maecenas
Amarynthis maecenas är en fjärilsart som beskrevs av Fabricius 1793. Amarynthis maecenas ingår i släktet Amarynthis och familjen Riodinidae. Inga underarter finns listade i Catalogue of Life.